# Tierfilm
Als Tierfilm (häufig synonym: Naturfilm) bezeichnet man dokumentarische Filme über Tiere. Dabei wird meist das natürliche Verhalten einer oder mehrerer Tierarten dargestellt. Aufgrund des Fluchtverhaltens vieler Wildtiere wird dabei oftmals mit getarnten Kameraverstecken oder mit an Menschen gewöhnten Wildtieren gearbeitet. Aufgrund der weiten Filmmöglichkeiten und des dazu benötigten zoologischen und technischen Wissens spezialisieren sich die Tierfilmer meist auf bestimmte Gebiete innerhalb der Tierfilmsparte, wie zum Beispiel auf den Unterwasserfilm oder einzelne geografische Gebiete.
Der Tierfilm ist eine Untergattung des Dokumentarfilms und somit vom Spielfilm, in dem Tiere eine große Rolle einnehmen, zu unterscheiden. Beim Tierfilm nimmt der Mensch eine höchstens moderierende oder sachdienliche Funktion am Rande ein.

## Einteilung
Einige Tierfilme wurden für das Kino produziert, wie Die Wüste lebt (1953), Wunder der Prärie (1954), Kein Platz für wilde Tiere (1956), Serengeti darf nicht sterben (1959), Herrscher des Urwalds (1959), Galapagos – Landung in Eden (1962), Die letzten Paradiese (1967), Europas Paradiese (1973), Mikrokosmos – Das Volk der Gräser (1996), Nomaden der Lüfte – Das Geheimnis der Zugvögel (2001), Die Reise der Pinguine (2005), Der weiße Planet (2006), Unsere Erde (2008), Unsere Ozeane (2010), Serengeti (2011), Russland – Im Reich der Tiger, Bären und Vulkane (2011).
Viele Tierdokumentationen sind als Sendereihe für das Fernsehen produziert worden, zu den aufwendigsten zählen Unser blauer Planet und Planet Erde, in Deutschland sind insbesondere die Reihen Expeditionen ins Tierreich und Tiere vor der Kamera bekannt. Größter Produzent von Tierfilmen ist die BBC.

### Wissenschaftsfilm
Eine Sonderform des Tierfilms ist der zoologische Wissenschaftsfilm. Mit wissenschaftlichen Tierfilmen werden durch Spezialtechniken wie z. B. der Crittercam (einer am Tier befestigten Kamera), Zeitraffer- oder Zeitlupenaufnahmen Verhaltensweisen dokumentiert oder etwa sehr schnelle oder sehr langsame biologische Prozesse erfassbar gemacht. So können Beobachtungen und Forschungsergebnisse erzielt werden, die mit anderen Mitteln nicht zugänglich sind. Die „IWF Wissen und Medien“ in Göttingen war lange Produzent zoologischer Forschungsfilme und ist heute ein Archiv und Medienverlag für die Hochschulen und Institute, das solche Filme archiviert und zugänglich hält.

### Unterwasserfilm
Der Unterwasserfilm als Subgenre geht vermutlich auf den Meeresforscher Jacques-Yves Cousteau und den Regisseur Louis Malle zurück. Cousteau entwickelte seine eigene Unterwasserkameras und produzierte 1942 seinen ersten Unterwasserfilm. 1956 erschien sein Werk Die schweigende Welt das als erster Dokumentarfilm den Hauptpreis der Internationalen Filmfestspiele von Cannes gewann sowie einen Oscar. Im Jahr 1947 wurde Menschen unter Haien vom Tauchpionier Hans Hass gedreht und produziert. Hass nutzte dazu erstmals eine umgebauten Tauchretter, um unter Wasser arbeiten zu können. Der Film Lichter unter Wasser von 1952 ist der weltweit erste farbige Unterwasserfilm.

## Tier- und Naturfilmfestivals
Bekannte Filmfestivals für Natur-, Tier- und Umweltfilme sind:
- Wildscreen Festival in Bristol, England,
- Jackson Wild Media Awards (ehemals Jackson Hole Wildlife Film Festival) im Grand Teton National Park, USA
- Grasduinen Natuurfilm Festival in Den Haag, Niederlande,
- Wildlife Film Festival Rotterdam, Niederlande
- Trento Filmfestival in Trient, Italien,
- Innsbruck Nature Film Festival (INFF), Österreich,
- NaturVision Filmfestival (2001 gegründet in Neuschönau im Nationalpark Bayerischer Wald) in Ludwigsburg,
- Green Screen (seit 2007) in Eckernförde
- Darsser Naturfilmfestival (seit 2005) auf der Ostseehalbinsel Fischland-Darß-Zingst

Des Weiteren führen zahlreiche Filmfestivals eine Kategorie, die Filme über Natur, Wildtiere und Umwelt umfasst.

## Bekannte Tier- und Naturfilme
- 1953: Die Wüste lebt
- 1954: Wunder der Prärie
- 1956: Kein Platz für wilde Tiere
- 1959: Serengeti darf nicht sterben
- seit 1965: Expeditionen ins Tierreich
- 1967: Die letzten Paradiese
- 1974: Die lustige Welt der Tiere
- 1974–2016: Tiere vor der Kamera
- 1982: Nature
- 1989: Tagebuch einer Gänsemutter
- 1996: Mikrokosmos – Das Volk der Gräser
- 2001: Unser blauer Planet
- 2001: Nomaden der Lüfte – Das Geheimnis der Zugvögel
- 2005: Die Reise der Pinguine
- 2006: Planet Erde
- 2006: Unser Planet
- 2006: Der weiße Planet
- 2008: Unsere Erde – Der Film
- 2008: Wächter der Wüste
- 2010: Unsere Ozeane
- 2010: Wildes Japan
- 2011: Russland – Im Reich der Tiger, Bären und Vulkane
- 2011: Serengeti
- 2013: Das Geheimnis der Bäume

## Bekannte Tierfilmer und Tierfilmproduzenten
- James Algar
- Uwe Anders
- Ernst Arendt
- David Attenborough
- Christian Baumeister
- Thomas Behrend
- Rob Bredl
- David Cebulla
- Jacques-Yves Cousteau
- Ben Cropp
- Heiko De Groot
- John Downer
- Malcolm Douglas
- Werner Fend
- Alastair Fothergill
- Hans Fricke
- Oliver Goetzl
- Thoralf Grospitz
- Bernhard Grzimek
- Michael Grzimek
- Jan Haft
- Hans Hass
- Felix Heidinger
- Joachim Hinz
- Kurt Hirschel
- Steve Irwin
- Luc Jacquet
- Robin Jähne
- Christina Karliczek-Skoglund
- Cherry Kearton
- Dietmar Keil
- Andreas Kieling
- Theo Kubiak
- Hans-Peter Kuttler
- Hugo van Lawick
- Henry Makowski
- Nigel Marven
- Kurt Mündl
- Ivo Nörenberg
- Herbert Ostwald
- Marlin Perkins
- Götz Dieter Plage
- Félix Rodriguez de la Fuente
- Joan Root
- Ernst Sasse
- Martin Schliessler
- Andreas Schulze
- Eugen Schuhmacher
- Hans Schweiger
- Heinz Sielmann
- Dirk Steffens
- Horst Stern
- Klaus Weißmann
- Jens Westphalen